# Smoot

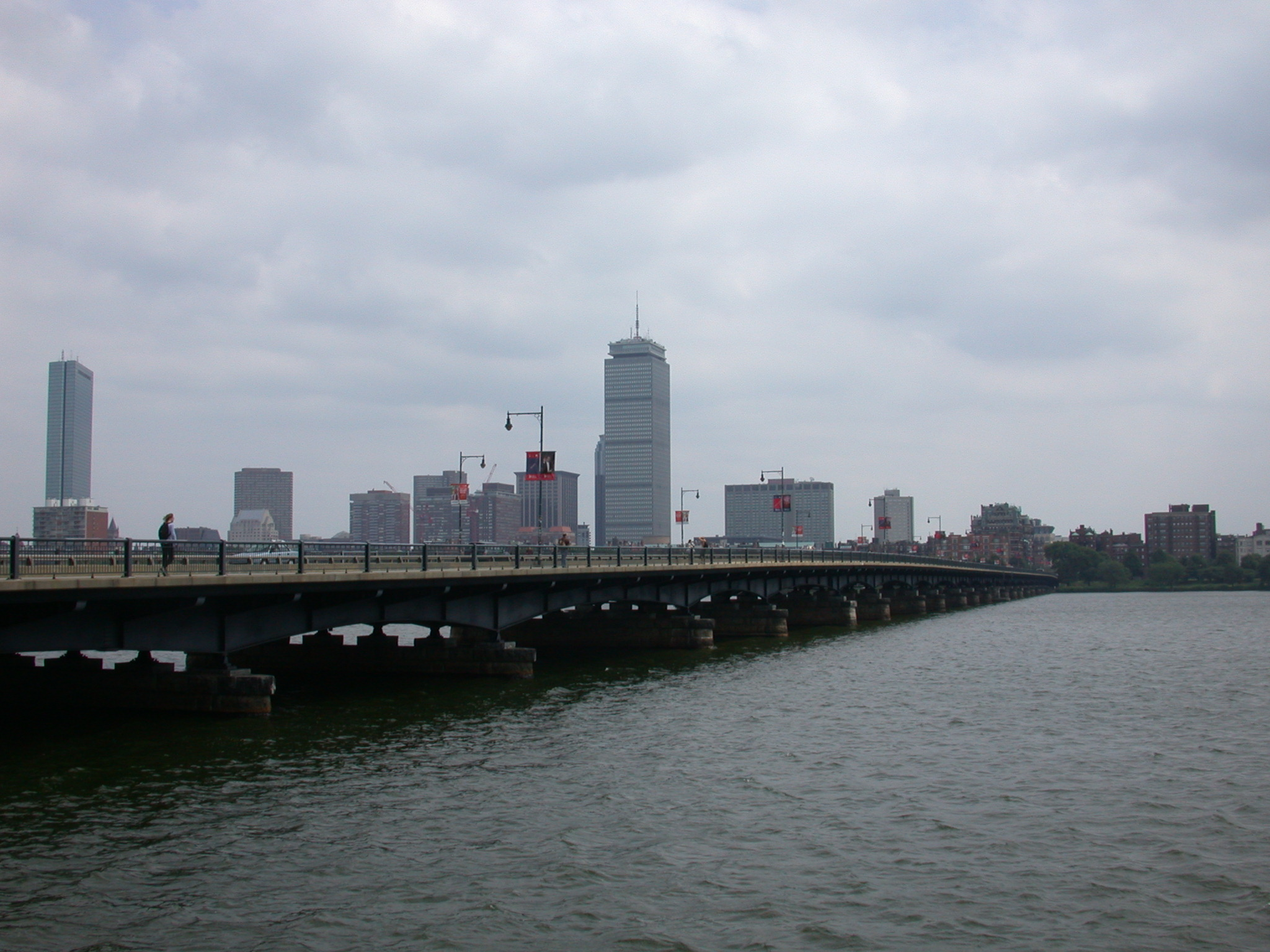
L'Harvard Bridge, guardando verso Boston.

Lo smoot è una unità di misura non standard creata durante una goliardata dei membri della confraternita Lambda Chi Alpha del Massachusetts Institute of Technology (MIT). Prese il nome da Oliver R. Smoot, membro della Lambda Chi Alpha,  che fu usato nell'ottobre del 1958 dai suoi compagni della confraternita per misurare la lunghezza dell'Harvard Bridge tra Boston e Cambridge, nel Massachusetts.

## Storia
Per consentire il suo uso come righello, Oliver Smoot si sdraiò ripetutamente sul ponte, lasciando che i suoi compagni segnassero via via la posizione con il gesso o con la vernice. Nell'eventualità in cui si stancasse di tutto questo esercizio, veniva subito portato dai suoi compagni di fratellanza in ogni nuova posizione.
Oliver Smoot in seguito divenne chairman dell'American National Standards Institute (ANSI) e presidente dell'International Organization for Standardization (ISO). il cinquantesimo anniversario della Goliardata, fu commemorato il 4 ottobre 2008 come il giorno della celebrazione di Smoot al MIT.

## Descrizione
Uno smoot è uguale all'altezza di Oliver Smoot (cinque piedi e sette pollici ~1.70 m). La lunghezza del ponte risultò essere di 364,4 smoots (620,1 m) più o meno un orecchio, intendendo con il più o meno l'incertezza della misura.. Con il passare degli anni il meno è sparito da molte citazioni, inclusa la placca commemorativa situata sul posto dell'evento.

## Uso pratico
Chiunque cammina attraverso il ponte oggi vede segni di vernice che indicano quanti smoots ci sono da dove inizia la corsia pedonale del ponte dalla riva del fiume sul lato di Boston. I segni vengono riverniciati ogni anno a titolo di pagamento di pegno dai nuovi adepti della fratellanza.
La marcatura tipica appare ogni dieci smoot, ma segni addizionali appaiono ad altri valori intermedi. Per esempio, il segno dei 70 smoot è omesso in favore del 69(riferito alla posizione sessuale).  il segno dei 182,2 Smoot è accompagnato dalle parole Halfway to Hell (a metà strada dall'inferno) e una freccia che punta verso il MIT. Ogni classe inoltre dipinge un segno speciale per il proprio anno di diploma.

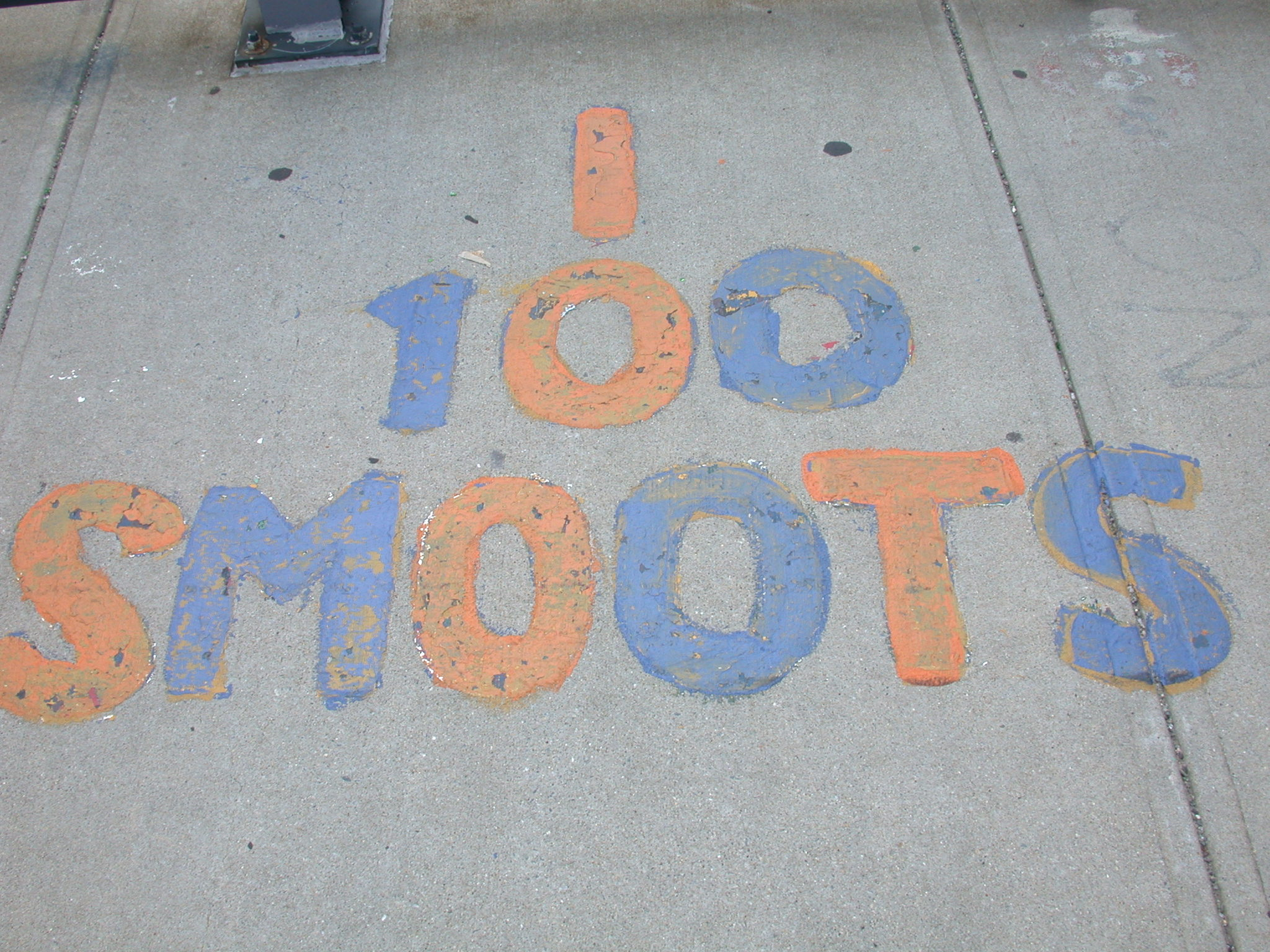
il segno dei 100 smoot.

I segni sono divenuti ben accetti dal pubblico, al punto che durante il rinnovamento del ponte avvenuto negli anni ottanta, il dipartimento di Polizia di Cambridge richiese che i segni fossero mantenuti, perché utili all'identificazione del luogo degli incidenti sul ponte. I restauratori migliorarono le cose, segnando tutta la lunghezza del marciapiede in cemento del ponte ad intervalli di cinque piedi e sette pollici invece dei tradizionali sei piedi.
Il Google Calculator incorpora anche gli smoots, che sono ritenuti di lunghezza pari ad esattamente 67 pollici (1,7018 metri). Google inoltre usa lo smoot come unità opzionale nelle misurazioni nel software di Google Earth.